# Michał Sanguszko
Michał Sanguszko  (zm. po 1501) – był synem  Aleksandra (zm. 1491); ożenił się z Anna Kopaczewicz, z którą miał syna Andrzeja Michałowicza Sanguszko (zm. 1560) i dwie córki: Nastazję Sanguszko (1510-1559) i Niewidanę Sanguszko Koszyrską (zm. 1558).